# Igreja de São João Batista (Cariacica)
A Igreja de São João Batista é um templo católico localizado na cidade de Cariacica, no Espírito Santo, no Brasil. O edifício foi construído no antigo centro da cidade e é considerado um importante ponto turístico.

## História
A construção da Igreja de São João Batista foi iniciada no ano de 1849 pelo italiano frei Ubaldo Civitela Di Trento na então Vila de Cariacica e concluída em 1851. O frei Ubaldo havia pensado em utilizar a mão de obra escrava para a edificação do templo em troca da liberdade destes, porém com a Insurreição de Quiemados no município da Serra desistiu da empreitada temendo uma outra revolução. O religioso organizou várias procissões entre os que viviam na região e estabeleceu que cada um trouxesse uma pedra para a edificação do templo.
A igreja foi construída em pedra e selada com óleo de baleia e cal. Possuía um altar mor feito em madeira que posteriormente foi removido. Sofreu inúmeras intervenções para a reforma, a mais expressiva foi a construção da torre sineira no ano de 1948. 